# Dan Timmerman
Dan Timmerman (* 24. Juni 1980 in Ithica) ist ein US-amerikanischer Cyclocross- und Straßenradrennfahrer.
Dan Timmerman wurde auf der Straße 2005 Zweiter der Gesamtwertung beim Green Mountain Stagerace. Im nächsten Jahr gewann er eine Etappe bei der Tour of Shenandoah und wurde auch Zweiter der Gesamtwertung. 2007 fuhr er für das US-amerikanische Continental Team Kodakgallery.com-Sierra Nevada und 2008 wechselte er zu dem kanadischen Team R.A.C.E. Pro.
Im Cyclocross gewann Timmerman in der Saison 2009/2010 den Schoolhouse Cyclocross und den Catamount Grand Prix in Williston und er war an beiden Tagen des Downeast Cyclocross in New Gloucester erfolgreich.

## Erfolge – Cyclocross
2009/2010
- Schoolhouse Cyclocross, Williston
- Catamount Grand Prix, Williston
- Downeast Cyclocross Day 1, New Gloucester
- Downeast Cyclocross Day 2, New Gloucester
- NBX Grand Prix of Cross 1, Warwick
- NBX Grand Prix of Cross 2, Warwick

2012/2013
- Super Cross Cup 1, East Meadow

## Teams
- 2007 Kodakgallery.com-Sierra Nevada
- 2008 Team R.A.C.E. Pro
- 2009 BikeReg.com/Cannondale / Richard Sachs-RGM Watches-Radix

- 2012 RGM Watches-Richard Sachs